# +C sword and cornett
『+C sword and cornett』（プラスシー）は、遊行寺たまによる日本の漫画作品。『コミックZERO-SUM』（一迅社）にて、2008年6月号より2012年12月号まで連載された。単行本は全8巻。話数カウントは、「Op.○○」。
また、2013年6月より2014年1月まで、ゼロサムオンラインにて番外編が連載され、オンライン連載及び、コミックZERO-SUM 2011年10月号に番外編として掲載された作品が収録された番外編集「＋C sword and cornett APPENDix」が2014年1月に刊行された。

## あらすじ
アゼルプラード。かつてこの地にあった闇を払い、人々を解放したと伝えられる英雄王ライツ一世。建国の祖である彼の子孫が国王として代々君臨する一方、政治の実権は地方領主を中心とする元老院が握っていた。建国から約1000年後。ノクティルクス王家第三王子ベルカは、妾腹であり母が平民であることを理由に、城内では蔑まれ冷遇されていた。王の子でありながら臣下の装いを身に纏うことを強いられ、何もさせられずただ城で生かされるままに生きていた。卑屈になっていたが、ある事件をきっかけに変わっていくこととなる。

## 登場キャラクター

### 主要登場人物
ベルカ
本作の主人公。ノクティルクス王家第三王子。
16 - 17歳、身長170cm、プリムシードは青。ホクレア名は暁。
好きな食べ物は温かい食べ物・塩をふって焼いたシンプルな味付けの肉・各地の名物。
オルセリート
ベルカの同い年の兄弟で、ノクティルクス王家第二王子。ヘクトル亡き後、王太子となる。
16 - 17歳、身長164cm、プリムシードは緑。
ヘクトル
ベルカとオルセリートの兄で、ノクティルクス王家第一王子。1話目にして殺害されるが、単行本のカバー下にはいつも登場している。
正確な年齢等は不詳。プリムシードは赤。ホクレア名は天枢。
ミュスカ
ベルカ、オルセリート、ヘクトルの妹。内親王であるため、王位継承権は無い。
7歳、身長115cm。
エーコ
放浪の学者であり、吟遊詩人でもあるというのは仮の姿。ラーゲン家の嫡男であったが、父バルバレスコの意に沿わなかったため、殺されかける。元の名はフランチェスコ。服にはリボンがいくつもついているのが常。
年齢不詳（19 - 39歳）、身長は平均174cm（伸縮可能）、ホクレア名は彗星。
リンナ・ジンタルス=オルハルディ
サナの衛士で分隊長の地位にあったが、ベルカおよびエーコを処刑するという命令に背く。アルロン伯の屋敷で再会後、ベルカと行動を共にする。オルセリートの立太子式の折、鉄柵が刺さり死亡したと思われていたが、その身を利用しようと考えたキリコが手を回し、一命を取り留める。その後王府を脱出し、ベルカと再会。
20代、身長189cm。
シャムロック
王府で傭兵として働く。ベルカと親交があり、トト・ヘッツェンを貸すなどしていた。また、ヘクトルとも交流があった様子がある。
フロレルで任期が切れるように辞表を出すが、ミュスカにより「雇われる」ことになる。
シャムロックという名はミュスカが付けたもので、本当の名は「昔落っことして」きたらしく不明。
キリコ=ラーゲン
ヘクトル暗殺の首謀者の一人。ラーゲン家の跡継ぎであり、エーコの異母弟。元の名はナサナエル。
身長182cm。
ヤン・ヤシュカ＝コール
ヘクトルの従者であり、ホクレアと親しい。ヘクトル没後は葬儀を待たず聖地に渡り、災禍が及ばぬよう事を運んでいた。
ホクレア名は天鼓。

### ホクレア
アゼルプラードの先住民。不思議な力を操り、自然と心を通わせていたという。現在ではその力を扱える者も少ない。すべての力を失うことを恐れ、巫の力を持つ者を掛け合わせ、力を留めようとしている。アゼルプラード人よりも身体能力的に優れているが、邪神の下僕の末裔「アモンテール」として虐げられている。「空にあり輝くもの」の名を通名として持っている。聖地・蒼穹天槍に2人の大巫女が住まい、歴史を語る謡を繋いでいる。また、彼らの種族名である「ホクレア」には「祝福の星」という意味がある。
新月
囚われた同胞を解放するため、アルロン伯の屋敷を襲撃し、ベルカを誘拐。後にベルカと行動を共にすることとなる。メインの武器は弓矢。
17歳、身長168cm。
天狼
姉である新月とともにアルロン伯の屋敷を襲撃し、ベルカを誘拐。大陸一のソードマスターになることが夢。
17歳、身長177cm。
昴
大巫女。ヘクトルより習い、アゼルプラード語を解する。
連珠
大巫女。視力および運動能力に障りがある様子。
十六夜
平和主義者であり、争い以外の方法で石の都と折り合いをつけようとする。
帥門
喋り方や立ち居振る舞いはオカマを超えた乙女だが、腕は立つ。メインの武器は鋼線。
歳星
立太子式の折、城を襲撃したホクレアの生き残り。
朔
立太子式の折、城を襲撃する。月白の兄。
太白
立太子式の折、城を襲撃する。
玉兎
立太子式の折、城を襲撃する。
月白
アルロン伯に薬物を使用され、頭の中身を弄られる。巫の力を持っていた。

### ロヴィスコ文書
囚人護送船であった三号船アゼルプラードがトライ＝カンティーナの母港フランチェを出て以降の「歴史の真実」が語られている。また、類似内容の物語がラーゲン家で口伝として伝えられている。ホクレアに伝わる「滝の上から来たる者の謡」とも整合する。
ライツ一世
囚人を束ねていた。ロヴィスコ殺害後、アゼルプラードを統治する王となる。ホクレアを魔物（アモンテール）であると定義する。
ロヴィスコ
三号船アゼルプラードの船長。ライツにより殺害される。
コーネリア
三号船アゼルプラードの医長。ロヴィスコとは恋仲であり、2人の子供であるマルコを産む。
マルコ
ロヴィスコとコーネリアの息子。彼の子孫がラーゲンである。

### 鴉隊
先生
「鴉」「鴉の牙」等と呼ばれる。「先生」というのは赤及び黒からの呼称である。また、ナサナエル時代のキリコには「兄や」と呼ばれていた。
本名、正確な年齢等は明かされていないが、キリコよりも12歳年上である。剣奴であった頃、アディン島でナサナエル時代のキリコと出会う。バルバレスコによって何らかの実験材料にされるが生き残り、フランチェスコの手引きによりナサナエルとの再会を果たす。
赤（ロト）
鴉隊の一員。攻撃的な性格で熱くなりやすいきらいがある。
黒（ルツ）
鴉隊の一員。赤よりも冷静であり、状況を判断し先回りすることもしばしばある。

### その他の人物
バルバレスコ＝ラーゲン
キリコ及びエーコの父で元老の一人。禿頭だが、若かりし頃は黒髪で瞳は紫。ロヴィスコの面影を色濃く残している。
若い頃はかなり浮名を流していたようで、相当数の落胤が存在する様子がある。嫡男であるフランチェスコ（エーコ）以外は毒使いとして幼い頃より薬物に触れさせ、その多くを死亡させた。
貴賓宿にてルーベリー公が起こした火災により死去した様子である。
ディートリッヒ=ノア
エーコがかつて遊歴書生としてアルロン伯の元に身を寄せていた折に知り合った、伯の子息。ベルカとともに再会した際には既に家督を継いでいる。多くのホクレアを奴隷として使役し、また薬品の実験などを行っていた。
サナの女装コンテストには女子ブレザーで参戦。
オルバス公
元老の一人で、ヘクトル暗殺の首謀者。また、サナの太守代行中にエーコの処刑するよう指示した張本人でもある。
ゼファニア
アディン地方伯の妹。バルバレスコの手付きであり、ナサナエルを産んだ。
人形を「ナサナエル」と呼び、当のナサナエル本人を「おチビちゃん」と呼ぶ等、精神を患っている描写がある。
アネット
アルロン伯の元で働くメイド。かつてエーコが遊歴書生として働いていた頃からの知り合い。
アンナ
王太子直轄領初の女性兵士。コールを姫抱きする程パワフルで、そして足が速い。
リコリス
国王直轄領・サナにある娼館の主。賊として追われていたベルカとエーコをかくまう。
ルカ
カミーノの医術師。
ユーリ
カミーノの医術師の助手。医術の道に進む前は洋服屋さんになりたかった。ホクレア（特に男性）に恐怖心を持っていたが、ある出来事により帥門と親しくなる。

## 用語等
王の剣（おうのつるぎ）
王府にあって、星の光に清められた鎧を纏うといわれる国王直属の軍。主命は絶対であり、必要とあらば民に剣を振るう事も厭わない。
プリムシード
王位継承権を持つ者であることを証明する、宝石が散りばめられた鎖。先端のチャームに刻まれた葉の枚数で継承権が何番目にあるのかの判断がつく。
トライ=カンティーナ
ライツ、ロヴィスコ、コーネリアをはじめとする滝の上からやって来た者たちの祖国。シュロギスモス加速炉の暴走により消滅した。
ステラ・マリス
別名を「航海の守り星」といい、トライ=カンティーナでは船乗りのお守りとして伝えられていた。ロヴィスコの制服についていたものを、ひとつライツに託す。
現在は貴族と教会関係者のみが身につける事を許されている様子である。
トト・ヘッツェン
エロ本。
ヘクトルが遺した3冊のトト・ヘッツェンには細工が施されており、ロヴィスコ文書の一部が綴じ込まれていた。
鳥
手紙のやりとりのために利用。速いが確実とは言えない、夜は使えないなどの欠点がある。
文字
建国当時使われていた文字と現在の文字は異なる。ヘクトル、エーコは読める様子である。
庶民の識字率は低い。

## 地理

### 国王直轄領
ノイ＝ファヴリル
　アゼルプラードの国土のほぼ中央、やや南方に位置する。アゼルプラード中最も大きな都市。
　特産品はお菓子。
　城区は王城となっており、城壁を隔てて街区が存在する。物語は当地で始まる。
　ノイ＝ファヴリルから東部、ロンダレア地方までは東西に平坦で移動が楽なノイ＝ファヴリル街道が走っており、また北方にはゴルトフリッツに向かいマーレ街道、南方へロブネック半島の先端近くまでファーナ街道が走っており、流通の上でも重要な役目をしているといえる。
　サナ
　作中、オルバス公が太守代行として統治している描写が見られる。
　国王直轄領の最北にして、英雄王ライツ1世を祀る廟が存在する。
　リンナは初登場時、当地十番隊の分隊長であった。
　シェズ
　ゴルトフリッツとカリュオンの間に飛び地的に存在する直轄領。
　王家の静養地であり、花祭りの開催地でもある。

### 王太子直轄領
統治者：ヘクトル
　ヘクトル没後はテイン公が太守代行をつとめる。
　王府より北に位置し、気候は冷涼。北部山脈にはホクレアが多く住んでいる。

### その他の領邦
ロンダレア
　統治者：オルバス公（ヒュー＝ダム）
　ヴィゼ・カミーノやティーダは当領邦の中央やや南方にあたる。
　カリュオン
　統治者：ラーゲン公（バルバレスコ＝ラーゲン）
　特産品はうに・鹿。
　一年中冷涼な気候で、土地はやせている。
　バルバレスコやキリコ（ナサナエル）、フランチェスコは当地の出身である。
　アディン島は温暖な気候であり、黒髪の者が多い。アディン騎士や舞姫による踊りが有名。
　王府から最も離れた領邦であり、陸路で二都市間を渡るにはセオン・ゴルトフリッツふたつの領邦を通過する必要がある。
　ゴルトフリッツ
　統治者：バルト公
　特産品は猪
　フロレルやオディ＝ジュストは当地にある。セオン及びカリュオンより陸路で王府へ向かうには必ず通らなければならない。
　またマーレ街道を吹く海風が死神を祓うと言われており、実際大病禍は当地より西側へは流入しづらい。
　ロブネック
　統治者：テイン公
　特産品は野菜
　イスタス
　特産品は豚・麦
　セオン
　統治者：ルーベリー公（没後はカタリナ妃）
　特産品は牛。また、山岳地帯はよい光枝鉱脈である。
　鉱山では多くのホクレアを奴隷として使役している。
　カリュオンより陸路で王府へ向かうには必ず当地を通らなければならない。

### 蒼穹天槍
大巫女たちが住まうホクレアの聖地であり、雪深い山の奥にある。
　洞窟自体が光枝鉱脈であり、また温泉も湧いている。
　中に入るためには非常に悪い足場や跳ね橋を通過せねばならず、天然の要害となっている。

## 単行本
- 遊行寺たま『+C sword and cornett』 一迅社〈ZERO-SUMコミックス〉、全8巻＋番外編1巻
  1. 2008年11月25日発売[一 1]、ISBN 978-4-7580-5383-9
  2. 2009年5月25日発売[一 2]、ISBN 978-4-7580-5416-4
  3. 2009年11月25日発売[一 3]、ISBN 978-4-7580-5464-5
  4. 2010年5月25日発売[一 4]、ISBN 978-4-7580-5507-9
  5. 2010年11月25日発売[一 5]、ISBN 978-4-7580-5555-0
  6. 2011年9月24日発売[一 6]、ISBN 978-4-7580-5638-0
  7. 2012年3月24日発売[一 7]、ISBN 978-4-7580-5692-2
  8. 2012年12月25日発売[一 8]、ISBN 978-4-7580-5773-8
  9. 2014年1月25日発売[一 9]、ISBN 978-4-7580-5886-5

### 一迅社
1. ↑  “+C sword and cornett(1)”.   一迅社. 2012年7月21日閲覧。
2. ↑  “+C sword and cornett(2)”.   一迅社. 2012年7月21日閲覧。
3. ↑  “+C sword and cornett(3)”.   一迅社. 2012年7月21日閲覧。
4. ↑  “+C sword and cornett(4)”.   一迅社. 2012年7月21日閲覧。
5. ↑  “+C sword and cornett(5)”.   一迅社. 2012年7月21日閲覧。
6. ↑  “+C sword and cornett(6)”.   一迅社. 2012年7月21日閲覧。
7. ↑  “+C sword and cornett(7)”.   一迅社. 2012年7月21日閲覧。
8. ↑  “+C sword and cornett(8)”.   一迅社. 2012年12月26日閲覧。
9. ↑  “+C sword and cornett APPENDix”.   一迅社. 2014年1月29日閲覧。